# Маслов Іван Степанович
Іва́н Степа́нович Ма́слов (14 жовтня 1939, село Тернова, тепер Харківського району Харківської області — 20 травня 2015, місто Харків) — літературознавець, прозаїк, публіцист, секретар Харківського обласного комітету КПУ, головний редактор харківського журналу «Прапор». Кандидат філологічних наук (1980), доктор філологічних наук (1996), професор (2001). Науковий керівник кандидатської дисертації Сергія Жадана.

## Життєпис
Народився в селянській родині. Батько загинув на фронті в 1943 році, мати померла в 1951 році. Виховувався в родині діда й бабусі.
За направленням колгоспу навчався у Верхнє-Писарівському зооветеринарному технікумі Харківської області, після закінчення якого працював ветеринаром. Служив у Радянській армії.
У 1969 році закінчив Харківський педагогічний інститут. Член КПРС.
Працював журналістом, завідувачем відділу харківської молодіжної газети «Ленінська зміна».
У 1974—1977 роках — редактор харківської молодіжної газети «Ленінська зміна», обирався членом бюро Харківського обласного комітету ЛКСМУ.
У 1977—1980 роках — навчання в аспірантурі Академії суспільних наук при ЦК КПРС у Москві, захистив дисертацію.
У 1980—1981 роках — заступник головного редактора газети «Соціалістична Харківщина».
У 1981—1990 роках — головний редактор харківського журналу «Прапор».
20 січня 1990 — серпень 1991 року — секретар Харківського обласного комітету КПУ з ідеології.
З 1991 року — на викладацькій роботі в Харківському педагогічному інституті. Закінчив докторантуру при Харківському національному педагогічному університеті імені Г. С. Сковороди.
У 1995—2015 роках — завідувач кафедри української та світової літератури Харківського національного педагогічного університету імені Г. С. Сковороди. Одночасно, в 1995—2003 роках — заступник головного редактора журналу «Слобожанщина».
Наукові дослідження: історія російської та української літератур; теорія літератури. Писав російською мовою. Дебютував 1964 року оповіданням у газеті Прикарпатського військового округу «Слава Родины». У російській літературі був представником т. зв. «деревенской прозы».
Член Національної спілки письменників України з 1981 року. Твори перекладені українською, білоруською, польською, мордовською, німецькою, англійською мовами.

## Основні твори
- Белый цвет терна. Х., 1977
- Особенности современного литературного процесса. Москва, 1979
- Материнский огонь. Х., 1980
- Сельчане. Х., 1984
- Время цветения звезд. К., 1984
- Окнами на зарю. Х., 1987
- Обручение. К., 1989
- Сын. Х., 1990
- Правда как мера таланта: О творчестве Ф. А. Абрамова. Х., 1994
- Художній світ Бориса Харчука. Х., 2002.
- Федор Абрамов: Повесть-исследование. Х., 2005
- Пророк русской судьбы. Х., 2013
- Избранное: В 10 т. Х., 2013
- Избранное: В 4 т. Х., 2015.

## Нагороди та премії
- Літературна премія імені В. Короленка (1998)
- Літературна премія імені Г. Квітки-Основ'яненка (2002)
- Всеросійська премія імені Ф. Абрамова